# King Lear (film, 1999)
Pour les articles homonymes, voir Lear.
Pour plus de détails, voir Fiche technique et Distribution.
King Lear est un film britannique, réalisé par Brian Blessed et Tony Rotherham (additional segments), sorti en 1999.

## Fiche technique
- Titre original : King Lear
- Réalisation : Brian Blessed et Tony Rotherham (additional segments)
- Histoire : William Shakespeare, d'après sa pièce éponyme
- Décorateur de plateau : Chaz Prestidge et Jes Prestidge
- Costumes : Glenda Sharpe (costume superviseur)
- Maquillage : Emma Garston et Sally Tynan
- Photographie : Chris Weaver
- Montage : Chris Gormlie et Owen Parker
- Musique : Paul Farrer
- Production : 
  - Producteur : Vanessa Tovell
  - Producteur exécutif : Bob Carruthers, David McWhinnie et Gary Russell
- Société(s) de production : Cromwell Productions Ltd., Lamancha Productions
- Pays d'origine : Royaume-Uni
- Année : 1999
- Langue originale : anglais
- Format : couleur
- Genre : drame
- Durée : 190 minutes

## Distribution
- Brian Blessed : Le Roi Lear
- Phillipa Peak : Cordelia
- Graham McTavish : le duc d'Albany
- Mark Denny : le duc de Cornwall
- Iain Stuart Robertson : le comte de Kent
- Robert Whelan : le comte de Gloucester
- Paul Curran : le Roi de France
- Jason Riddington : Edmund
- Hildegard Neil : le fou du Roi
- Mark Burgess : Edgar
- Caroline Lennon : Goneril
- Claire Laurie : Regan
- Mark Hayden : Oswald
- Peter Balderstone : le Capt. du duc de Cornwall
- John Corvin : Gentleman
- Douglas Verrall : 1re Messager
- David Dexter : 2e Messager
- Billy Hanna : 1re Chevalier
- Nick Walton : le duc de Burgundy